# Laure Ali
Annabel Laure Ali (Yagoua, 4 de marzo de 1985) es una deportista camerunesa que compite en lucha libre. Ganó dos medallas en los Juegos Panafricanos entre los años 2007 y 2015. Ha ganado ocho medallas en el Campeonato Africano de Lucha entre los años 2008 y 2016.
Obtuvo dos medallas de plata en los Juegos de la Mancomunidad en 2010 y 2014.
Participó en tres Juegos Olímpicos de Verano, consiguiendo un quinto puesto en Río de Janeiro 2016 en la categoría 75 kg, un séptimo puesto en Londres 2012 y un 16.º puesto en Pekín 2008 en la categoría 72 kg. 

## Palmarés internacional
| Juegos Panafricanos       | Juegos Panafricanos               | Juegos Panafricanos | Juegos Panafricanos |
| Año                       | Lugar                             | Medalla             | Categoría           |
| ------------------------- | --------------------------------- | ------------------- | ------------------- |
| 2007                      | Argel (Argelia)                   | Medalla de plata    | 72 kg               |
| 2015                      | Brazzaville (República del Congo) | Medalla de oro      | 75 kg               |
| Campeonato Africano       |                                   |                     |                     |
| Año                       | Lugar                             | Medalla             | Categoría           |
| 2008                      | Túnez (Túnez)                     | Medalla de bronce   | 72 kg               |
| 2009                      | Casablanca (Marruecos)            | Medalla de oro      | 72 kg               |
| 2010                      | El Cairo (Egipto)                 | Medalla de oro      | 72 kg               |
| 2011                      | Dakar (Senegal)                   | Medalla de oro      | 72 kg               |
| 2012                      | Marrakech (Marruecos)             | Medalla de plata    | 72 kg               |
| 2014                      | Túnez (Túnez)                     | Medalla de oro      | 75 kg               |
| 2015                      | Alejandría (Egipto)               | Medalla de oro      | 75 kg               |
| 2016                      | Alejandría (Egipto)               | Medalla de plata    | 75 kg               |
| Juegos de la Mancomunidad |                                   |                     |                     |
| Año                       | Lugar                             | Medalla             | Categoría           |
| 2010                      | Deli (India)                      | Medalla de plata    | 72 kg               |
| 2014                      | Glasgow ()                        | Medalla de plata    | 75 kg               |